# Tuesday Weld

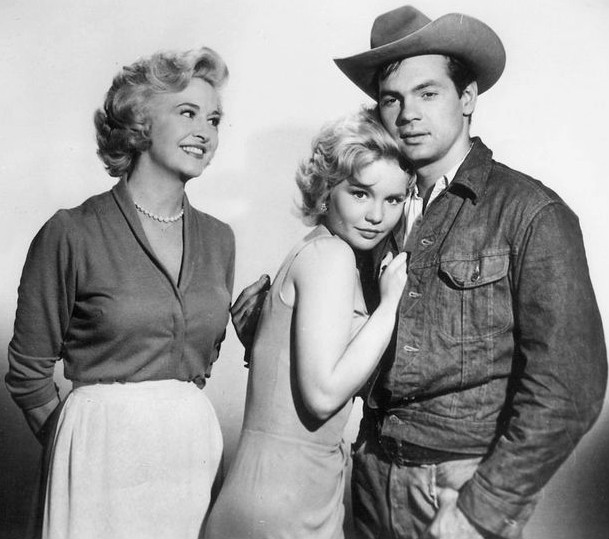
Marilyn Maxwell, Tuesday Weld och Gary Lockwood i TV-serien Bus Stop.

Tuesday Weld, född Susan Ker Weld den 27 augusti 1943 i New York, är en amerikansk tidigare fotomodell och skådespelare.

## Biografi
Redan som treåring var Tuesday Weld den som försörjde sin mor och två syskon, sedan fadern avlidit, genom att arbeta som barnfotomodell för postorderkataloger. Som nioåring fick hon ett nervöst sammanbrott, hon började dricka stora mängder alkohol vid tio års ålder och försökte ta livet av sig när hon var tolv.
Weld gjorde filmdebut när hon var tretton år och specialiserade sig på änglalika men likväl rovgiriga sexuellt brådmogna flickor. Hon medverkade ofta i B-filmer och filmkritikerna ignorerade henne. Däremot uppmärksammades hon desto mer av skvallerpressen som såg hennes livsstil som ett "hot" mot filmindustrins rykte. Hon drabbades av en depression, men gifte sig, fick ett barn, skilde sig och i samma veva brann hennes hem ned till grunden. Sedan, helt plötsligt, rönte hon stor uppmärksamhet och betraktades som en "stor" skådespelare som haft otur i livet och endast fått dåliga filmroller. Det växte sedan upp en slags "kult" kring henne och det har hållits "Tuesday Weld Filmfestivaler" såväl i New York som på andra platser.
Tuesday Weld visade sedermera prov på mer betydande skådespelartalang i rollen som Carol i Sergio Leones gangsterepos Once Upon a Time in America från 1984 och nominerades i filmen till en British Academy Film Award för bästa kvinnliga biroll. 
Hon har varit gift tre gånger, bland annat åren 1975–1980 med skådespelaren Dudley Moore.

## Filmografi i urval
- 2001 – Chelsea Walls
- 1993 – Falling Down
- 1988 – Heartbreak Hotel
- 1983 – Once Upon a Time in America
- 1977 – Var finns Mr. Goodbar?
- 1965 – Cincinnati Kid
- 1965 – Svedala, alla gånger
- 1961 – Vild ung man
- 1961 – Skandal i Peyton Place
- 1959 – Five Pennies
- 1958 – Raket i paradiset
- 1956 – Rock Rock Rock